# Barbara Broccoli
Barbara Dana Broccoli (Los Ángeles, California; 18 de junio de 1960) es una productora de cine estadounidense, hija del productor de la serie de películas de James Bond, Albert R. Broccoli. Su padre se especializó en cine y televisión en la Universidad de Loyola Marymount, antes de trabajar en la producción de las películas de la saga original de James Bond en Eon Productions, en 1962. Actualmente produce películas de James Bond junto a su medio hermano Michael G. Wilson. Está casada con el productor Frederick Zollo y poseen una productora independiente llamada Productions Astoria.
Ella es la más joven de cuatro hermanos criados por Albert 'Cubby' Broccoli (su madre es Dana Natol).  Sus hermanos son Tina Brocoli (su madre fue Nedra Clark-Brócoli, Tina nació en 1958) y Tony Broccoli (adoptado por Cubby y Nedra Clark-Broccoli en 1956).
Fue nombrada Oficial de la Orden del Imperio Británico (OBE) junto con su medio hermano Michael G. Wilson.

## James Bond
Brocoli comenzó a trabajar en la franquicia Bond a la edad de 22 años como asistente de director en Octopussy en 1983. Poco después de que ella se había ido abriendo paso más y más para convertirse en una productora asociada en la película The Living Daylights en 1987. Sin embargo, su papel más notable fue el de ser productora de las películas de Bond protagonizadas por Pierce Brosnan y Daniel Craig.

## Chitty Chitty Bang Bang
Tras la muerte de su padre en 1996, creó la versión musical de Chitty Chitty Bang Bang, basada en la película de 1968 del mismo nombre, y protagonizada por Dick Van Dyke y Sally Ann Howes. Broccoli contrató a los compositores originales de la película para escribir el nuevo material para la versión teatral. Los Hermanos Sherman escribieron seis canciones nuevas para el espectáculo, que se estrenó el 16 de abril de 2002. 

## Filmografía

### Asistente de dirección
- Octopussy (1983)
- A View to a Kill (1985)

### Productora ejecutiva
- Stolen Childhoods (2005)

### Productora asociada
- The Living Daylights (1987)
- Licence to Kill (1989)

### Productora
- GoldenEye (1995)
- Tomorrow Never Dies (1997)
- The World Is Not Enough (1999)
- Die Another Day (2002)
- Casino Royale (2006)
- Quantum of Solace (2008)
- Skyfall (2012)
- Spectre (2015)
- No Time to Die (2020)

### Cameo
- The Living Daylights (1987) (no acreditada)